# Akcesja (prawo międzynarodowe)
Akcesja (z łac. accessio 'zbliżenie; wzrost; przyrost' od accessus 'przystąpienie; przyjęcie do czegoś') – w prawie międzynarodowym - jednostronne przystąpienie do wielostronnej, obowiązującej już od pewnego czasu inne państwa umowy międzynarodowej, bez możliwości prowadzenia rokowań nad jej treścią.
Akcesja następuje w sposób przewidziany przez umowę, do której chce przystąpić państwo kandydujące. Zwykle, otwarte, wielostronne umowy międzynarodowe przewidują konieczność spełnienia określonych warunków przystąpienia oraz akceptację przyjęcia nowego państwa przez dotychczasowych sygnatariuszy umowy. Najczęściej ostatecznym aktem akcesji jest jej wzajemna ratyfikacja. Państwa przystępujące do umowy na zasadach akcesji nazywane są stronami późniejszymi, w odróżnieniu od stron pierwotnych, tj. państw, które uczestniczyły w rokowaniach i jako pierwsze podpisały umowę.
Przykładem akcesji jest przystąpienie Polski do Układu z Schengen w 2007 r.